# Gagrellula rufoscutum
Gagrellula rufoscutum is een hooiwagen uit de familie Sclerosomatidae.